# Список серий аниме «Стальная тревога? Фумоффу»
| | |                       |  |
| 1a | Человек с Юга «Минами кара кита отоко» (南から来た男)                                                   | 26 августа 2003 года  |  |
| Саэки Эна из параллельного класса пишет Сагаре любовное послание, в котором приглашает его на свидание, и оставляет письмо в ящике для обуви Сагары. Сосукэ, заметив, что в его ящик кто-то залезал, предполагает, что там бомба и решает взорвать ящик вместе с содержимым. Несколько человек ранены, обувь уничтожена. Из обрывков сгоревшего письма Сагара заключает, что ему кто-то угрожает и приглашает на «разборку». Замаскировавшись в кустах, он ждёт с травматическим ружьём наготове своих предполагаемых врагов, а в результате доводит девушку, ждавшую его, до слёз, но спасает её и Канамэ от насильников. | |                       |  |
| 1b | Заложник без компромиссов «Дакё: муё: но хосутэ:дзи» (妥協無用のホステージ)                             | не транслировался     |  |
| Акуцу Мари — девушка, предводитель молодёжной банды, отчего-то решила повоевать с Сагарой и после того, как он легко разделался с двумя её подручными, приказала похитить Канамэ и, пользуясь этим, вызвать Сагару на заброшенный склад, чтобы хорошенько его отделать. На этот раз Сагара подошёл к проблеме творчески: использовав информацию, полученную от одного из членов банды, а также секретные материалы президента школьного совета на членов банды (причём тот также принимает вполне профессиональное участие в «допросе с пристрастием» пленного бандита), он договаривается с младшим братом Акуцу, уговаривает мальчика сыграть роль заложника, в результате без единого выстрела и удара разгоняет всю банду и вынуждает атаманшу отпустить Канамэ. Сагара хорошо усвоил, что лучшее решение проблемы — мирное, только и мирное решение в его исполнении оказывается довольно эффектным. | |                       |  |
| 2a | Враждебность проходит «Сурэтигай но хосутирити» (すれ違いのホスティリティ)                              | не транслировался     |  |
| После того, как Сагара однажды разогнал очередь к ларьку с булочками выстрелами в воздух из пистолета, ему, Канамэ и ещё троим девушкам приходится некоторое время заниматься торговлей самим, т. к. продавца слегка затоптали разбегающиеся ученики. Всё бы ничего, но учитель физкультуры Когура, которому очень не нравится Сагара, всячески стремится насолить ученикам. Он пытается портить товар (доходя до откровенного терроризма в отношении безвинных учеников), но всякий раз нарывается на очередную ловушку Сагары. Дело заканчивается арестом Когуры, причем Сагара так и не узнает, что таинственным вредителем был именно учитель. | |                       |  |
| 2b | Испорченный полдник «Карамавари но рантитайму» (空回りのランチタイム)                                   | 26 августа 2003 года  |  |
| У Сагары — большие проблемы с литературой. Взяв по предложению Канамэ её тетрадь, чтобы сделать домашнее задание, он почему-то забывает тетрадь дома. Тот, кто не сдаст работу, будет ходить на дополнительные занятия. Канамэ вне себя. Сагара и Канамэ спешат за тетрадью. Таксист, напуганный Сагарой, предпочитает не ждать странных пассажиров. Обратный путь от дома до железнодорожной станции приходится проделать на краденом велосипеде, попутно обратив на себя внимание полиции и устроив опасную гонку. Всё напрасно — они опаздывают. К счастью, оказывается, что учитель почувствовал себя плохо и урока, на который они опоздали, не было. | |                       |  |
| 3 | Стальная иллюзия лета «Ко:тэцу но сама: ирю:дзён» (鋼鉄のサマーイリュージョン)                          | 2 сентября 2003 года  |  |
| Пляж, школьники отдыхают. Надевшая новый купальник Канамэ раздосадована невниманием Сагары и принимает приглашение странного незнакомца — он зовёт девушку в гости к своему хозяину — мальчику-подростку Хюге Масатами, живущему в особняке неподалёку от пляжа, которому очень понравилась Канамэ. Встревоженный отсутствием девушки, Сагара решает, что её похитили, и без труда узнаёт, где она, скорее всего, находится. Недовольная Канамэ говорит Хюге, что Сагара — преследующий её извращенец, и мальчик даёт телохранителям команду охранять дом и девушку от вторжения. Но слуги богатого ребёнка ничего не могут противопоставить профессиональному солдату — Сагара пробивается на виллу Хюги и только там понимает, как обстоят дела на самом деле. Всё к лучшему — герои мирятся, а Хюга получает очень важный жизненный урок. | |                       |  |
| 4a | Гамбургский холм искусства «Гэйдзюцу но ханба:га: хиру» (芸術のハンバーガー・ヒル)                      | 9 сентября 2003 года  |  |
| У школьников — урок изобразительного искусства на природе. Задача — изобразить человека в природной среде. Класс выбирает в качестве натурщика Сагару. Всё могло бы обойтись без проблем, если бы Сосукэ не обратился к чрезвычайно увлечённому предметом учителю Мидзухоси с просьбой объяснить, в чём состоит роль модели. Лишь частично поняв пространную речь педагога, Сагара решает, что его задача — как можно активнее противиться попыткам одноклассников заметить его. Урок превращается в погоню за Сагарой, который применяет мины, ловушки, заграждения, маскировку… | |                       |  |
| 4b | Упорное наблюдение «Итидзу на сутэйкуауто» (一途なステイクアウト)                                       | 9 сентября 2003 года  |  |
| Канамэ устала от проблем с Сагарой. Случайно встретив своего бывшего парня — Фуву, она соглашается пойти с ним погулять в парке аттракционов. Перед свиданием Канамэ ведёт себя странно, Сагара и Кёко решают проследить за ней. Узнав? что Тидори просто приятно проводит время со старым приятелем, они уже собираются оставить парочку в покое, но тут к Канамэ пристаёт компания подвыпивших мужчин, а Кана, по привычке, отмахивается от самого назойливого из них ударом по лицу. Надо срочно спасать её, но Сагара не хочет выдавать себя и показывать, что следил за девушкой. Сагара отбирает у служителя парка забавный костюм в виде медвежонка с большими ушами и в таком виде встаёт на защиту девушки. Костюм не мешает драться, но в нём невозможно говорить. Всё, что произносит человек, превращается в одно и то же сочетание звуков: «Фумоффу!». Отбив нападение хулиганов, Сагаре самому приходится бежать — полицейские ловят укравшего костюм. Конечно, Канамэ обо всём догадывается. Она рада, для неё забота и беспокойство Сагары — лучшее проявление внимания. | |                       |  |
| 5a | Честный боец с грязными трюками «Дзюн дэ фудзюн на гураппура:» (純で不純なグラップラー)                 | 16 сентября 2003 года |  |
| Канамэ и Сагара отправляются в додзё школьного клуба каратистов, чтобы выселить клуб из помещения. Ветхое здание должно быть снесено. Чтобы каратисты согласились освободить здание, Сагаре приходится принять вызов на бой. Тут есть свои сложности — Сагаре трудно понять, почему драться оружием против безоружного противника — нечестно. Дело кончается поединком с Цубаки Иссэем, капитаном клуба каратистов. Помещение у клуба отобрать удаётся, но теперь Цубаки хочет драться с Сагарой за Канамэ — если Сагара проиграет, то Канамэ станет менеджером клуба каратистов. Причём саму Канамэ никто не спрашивает. | |                       |  |
| 5b | Чрезмерная добросовестность «Дзэни но торэсупасу» (善意のトレスパス)                                    | 16 сентября 2003 года |  |
| Цубаки продолжает преследовать Сагару. Однажды, пытаясь ударить его, близорукий Цубаки бьёт уборщика Онуки Дзэндзи. Президент школьного совета, Хаясимидзу Ацунобу, чтобы прекратить опасное для окружающих противостояние Цубаки и Сагары, предлагает им своеобразный поединок — они должны вдвоём неделю ухаживать за побитым. Победителя определит сам уборщик. Если Цубаки победит, он получит помещение для клуба, если проиграет — должен оставить Сагару и Канамэ в покое без какой-либо компенсации. Результат этой, вроде бы, разумной затеи, оказывается крайне плачевным: дело кончается многочасовым совместным боем обоих школьников с выведенным из равновесия их «заботой» уборщиком. В результате в руинах оказывается целый корпус школьного здания. | |                       |  |
| 6a | Фетиш, навязанный рекламой «Осирури но фэтиссю» (押し売りのフェティッシュ)                              | 7 октября 2003 года   |  |
| Неподалёку от школы завёлся маньяк, который вечерами, надев маску пони, нападает на одиноких школьниц. Очередной жертвой становится Кёко. К счастью, маньяк лишь подправил ей причёску — расчесал косички и с помощью проволоки и клея создал на голове у девушки «хвостик» (ponytail). В полиции, куда решила обратиться Канамэ, она встречается с девушкой-полицейской по имени Вакана Ёко, которая готовит засаду на маньяка и требует от Канамэ стать приманкой. Канамэ соглашается. Помимо полисменши, её будет прикрывать Сагара, который доработал краденый ярмарочный костюм медвежонка, превратив его в мини-АС с бронёй, компьютерным наведением оружия и прочими полезными приспособлениями. Только вот с голосом ничего сделать не удалось — единственным произносимым словом так и остаётся «Фумоффу». Приняв Сагару в костюме за маньяка, Вакана устраивает с ним настоящий бой, в то время как на Канамэ нападает настоящий маньяк и девушке приходится бежать. Лишь по случайности всё кончается благополучно. Маньяк — мужчина, помешанный на девушках с причёской-«хвостиком», — пойман.                                                                                             | |                       |  |
| 6b | Терпение темноты «Кураями но пэйсэнто» (暗闇のペイシェント)                                             | 7 октября 2003 года   |  |
| Канамэ, Кёко, Инаба и Сагара развлекаются вечером, рассказывая при свечах страшилки. Истории производят впечатление на девушек, но Сагару таким не проймёшь — он просто не понимает, чего нужно пугаться. Кана, желая всё-таки напугать парня, предлагает пойти в заброшенный после пожара госпиталь, где, по слухам, водятся привидения. Там действительно творится что-то странное — слышны голоса, в конце концов появляются даже привидения. Сагаре это безразлично — он не видит в происходящем опасности. А Канамэ уже не пугается — она просто выходит из себя от спокойствия Сосукэ, в результате теряет бдительность и чуть было не получает серьёзные травмы. Разгадка «госпиталя с привидениями» оказывается довольно простой, а Канамэ убеждается, что испугаться Сагара способен только за неё. | |                       |  |
| 7 | Изумительный боевой клич «Яри суги но во:курай» (やりすぎのウォークライ)                                | 14 октября 2003 года  |  |
| Клуб регби школы «Дзиндай» собираются закрыть. Он бесполезен, уже много лет не выигрывал ни одной игры. Собравшиеся в нём школьники, может быть, и сильны, но совершенно лишены боевого духа и помешаны на безопасности. Они боятся получить лишнюю царапину, боятся силовых приёмов. Последний шанс клуба — игра с командой Гарасуямы через неделю. В помощь рэгбистам школьный совет выделяет временного менеджера — Канамэ — и тренера, а также дополнительного игрока — Сагару. Дело кажется безнадёжным, но Сагара решает заняться регбистами. Краткий курс подготовки в лучших традициях армии — с тасканием тяжестей, беспощадным, постоянно матерящимся сержантом (Сагара позаимствовал у Мао руководство по общению с новобранцами), полосой препятствий, вечерней полировкой регбийных мячей (вместо чистки оружия). Результат поразителен — за несколько дней клуб довольно милых и интеллигентных парней удаётся превратить в отряд бесстрашных и беспощадных костоломов, способных буквально на всё. Победа достигнута, но стоит ли она такого «перевоспитания»? | |                       |  |
| 8 | Богиня в Японии (Часть первая: Страдание) «Мэгами но райнити (дзюнан хэн)» (女神の来日（受難編）)       | 21 октября 2003 года  |  |
| На острове Нерида заканчивается ремонт «Туата де Данаан». У Терезы Тестароссы есть две свободные недели, и она решает отправиться в Токио, чтобы пожить жизнью обычной школьницы. Конечно, ей хочется побыть рядом с Сагарой и, добившись своего, она очень рада. А Сагара в панике — мало того, что и Тесса, и Канамэ рядом, мало того, что он головой отвечает за безопасность капитана, так девушка ещё и жить будет с ним в квартире, причём первую ночь им придётся провести наедине — Мао прилетает только на следующий день. Для нервов бывалого солдата это оказывается непосильной нагрузкой — Сагара сваливается, и обеим девушкам приходится за ним ухаживать. | |                       |  |
| 9 | Богиня в Японии (Часть вторая: Горячий источник) «Мэгами но райнити (онсэн хэн)» (女神の来日（温泉編）) | 28 октября 2003 года  |  |
| В начале серии быстро, «пунктирно» показано, что происходило в течение двух недель, пока Тесса гостила в Токио: различные эпизоды из школьной жизни, удачи, досадные оплошности и, конечно, соперничество девушек за внимание Сагары. На последние выходные решено отправиться на горячие источники большой компанией: Сагара, Вебер, Синдзи Кадзама, Оно Ди, Мао, Канамэ, Кёко, Микихара, Инаба и Тесса. Девушки наслаждаются отдыхом, а парней, за исключением тоже отдыхающего Сагары, больше всего привлекает возможность подсмотреть за девушками. Но не тут-то было: все способы подсматривания блокированы, женскую купальню охраняют автоматические орудия, на холмах вблизи купальни оказываются мины и ловушки — ничего летального, но функцию свою эта система выполняет. Очевидно, Сагара заранее позаботился, чтобы отдых капитана ничто не омрачило. Полная новых впечатлений, Тесса возвращается к службе. А в Токио жизнь продолжается как обычно. | |                       |  |
| 10 | Фантазия без чести или долга «Дзинги наки фанси:» (仁義なきファンシー)                                  | 4 ноября 2003 года    |  |
| На основе своего милитаризованного костюма-медвежонка Сагара сделал партию полицейских костюмов, но не нашёл покупателей — оборудование пылится без дела. У помощника президента школьного совета Микихары Рэн неприятности. Её отец, предводитель «семьи» якудза, заболел, и конкуренты пользуются этим, тесня семью Микихара. Один из бойцов «семьи» встречает Рэн с Канамэ и узнаёт её — это с ними Сагара в своё время дрался в парке аттракционов. Теперь бандит просит Канамэ, чтобы её друг помог «семье» в подготовке их людей, иначе семья Микихара потерпит поражение. Так Сагара становится инструктором якудзы, а Кана — «переводчиком», она объясняет ученикам, что говорит одетый в спецкостюм инструктор. Когда бандиты соперничающей семьи Рюдзин похищают Рэн, а заодно и Канамэ, для их спасения Сагара выдаёт бандитам свои костюмы. Девушки спасены, конкуренты терпят поражение, а изобретение Сагары наконец-то находит покупателей в полиции, убедившейся в эффективности «чебураторов». Хотя вся история, конечно, выглядит анекдотически. В конце серии Рэн говорит Кане, что это романтично — быть спасённой плюшевыми мишками. Кана отвечает, что «шизы» в этом еще больше. | |                       |  |
| 11 | Неуправляемая синяя птица «Маманаранай буру:ба:до» (ままならないブルーバード)                           | 11 ноября 2003 года   |  |
| В школе Дзиндай большая проблема с помещениями для клубов. И тут клуб социологии объявляет, что отказывается от своего помещения, но с условием: комнату получит клуб, члены которого смогут победить в соревновании. Соревнование оригинально: нужно в течение нескольких часов познакомиться с как можно большим количеством женщин (для девушек — мужчин) и убедить их прийти на свидание (в парк, туда, где будут подводиться итоги). Сагара участвует на стороне клуба фотографов. Он ничего не знает про то, как знакомиться с женщинами, и с ним тут же заключают пари — если он сможет закадрить хотя бы одну девушку, то ему две недели будут оплачивать обеды. Но если ни одной — ему придётся искупаться в пруду голым. Сменив несколько вариантов тактики (в том числе — поймав полдесятка проституток в огромную клетку), но так и не поняв, что от него требуется, Сагара проиграл бы пари, если бы не таинственная незнакомка в кимоно, всё-таки пришедшая к нему на свидание. | |                       |  |
| 12 | Горячка пятой пары «Го дзикан мэ но хотто супотто» (五時間目のホット・スポット)                         | 18 ноября 2003 года   |  |
| Вместо заказанных Сагарой деталей к пистолету поставщик прислал контейнер с каким-то опасным веществом. Оно Ди случайно открыл его. Предположительно, все в классе заражены неизвестным бактериологическим оружием и скоро умрут. Паника, призывы к спокойствию и достойному поведению, романтические признания, в общем, всё, что только может случиться в помещении с людьми, ожидающими скорой смерти, случается как по рельсам. Всё оказывается не так плохо — бактерии поедают униформу (и все остальные синтетические ткани), так что любая синтетическая одежда через некоторое время расползается лохмотьями. Сагаре удаётся спасти Канамэ от незапланированного стриптиза, но большинство одноклассников, вдруг оказавшихся без одежды (и даже без белья), теперь представляют для его жизни реальную опасность. | |                       |  |